# Rockoon
Rockoon is een studioalbum van Tangerine Dream. De Dream was inmiddels gekrompen tot slechts twee man, vader en zoon Froese. Het album duurde vrij lang om op te nemen, waarschijnlijk mede doordat de heren heen en weer reisden tussen Berlijn en Wenen en tevens nog op tournee waren. Het album is opgenomen in de Eastgate geluidsstudio in Wenen en in Le Café te Berlijn. Het album werd nog voorgedragen voor een Grammy Award in de categorie new agemuziek, alhoewel de muziek daar weinig mee van doen heeft.

## Musici
- Edgar Froese, Jerome Froese – synthesizers en elektronica

Met
- Enrico Fernandez – percussie
- Zlatko Perica – gitaar
- Richi Wester – altsaxofoon

## Muziek
| Nr. | Titel             | Duur |
| --- | ----------------- | ---- |
| 1.  | Big city dwarves  | 6:00 |
| 2.  | Red roadster      | 8:30 |
| 3.  | Touchwood         | 4:34 |
| 4.  | Graffiti Street   | 5:04 |
| 5.  | Funky Atlanta     | 4:00 |
| 6.  | Spanish love      | 5:40 |
| 7.  | Lifted veil       | 3:30 |
| 8.  | Penguin reference | 4:45 |
| 9.  | Body corporate    | 3:40 |
| 10. | Rockoon           | 7:21 |
| 11. | Girls on Broadway | 4:44 |